# Лицеум
Театр Лицеум (англ. Lyceum Theatre) — театр в западной части Лондона, в районе Вест-Энд, на Веллингтон-стрит, неподалёку от Стрэнда.

## История

### Ранний период
Здание английского театра «Лицеум» построено в 1765 году архитектором Джеймсом Пейном как зал для общества художников. В 1794 году композитор Арнолд перестроил его под театр. В 1809—1812 годах здесь обосновалась (после пожара своего здания) группа театра «Друри-Лейн». Сын Арнолда получил лицензию на показ в летние месяцы спектаклей английской оперы. С 1810 года театр стал называться «Дом английской оперы» («The English Opera House»), он ориентировался на отечественные, а не на итальянские постановки, которые были распространены в начале века. Дважды — в 1816 и в 1834 году (после пожара 1830 года) здание перестраивалось по проектам Сэмюэла Бизли (1786—1851), ведущего театрального архитектора своего времени. «Лицеум» известен как первый лондонский театр, который освещался газом.
Регулярные спектакли на сцене театра «Лицеум» давались с 1844 года. До 1847 года здесь играла труппа под руководством Мэри Энн Келли и Роберта Келли. Затем театр возглавляли Э. Вестрис, Ч. Диллон, К. Фехтер С 1871 года — труппу театра возглавляет Иезекия Л. Бейтман. Ведущими актёрами в этот период были его дочь Кейт и Генри Ирвинг. После смерти Бейтмана театром руководила его жена.
В 1878—1898 годах «Лицеум» возглавил Генри Ирвинг, пригласивший в труппу Эллен Терри. В эти годы «Лицеум» стал одним из ведущих лондонских театров. Все постановки осуществлял Ирвинг, утверждавший на сцене тип пышного зрелищного спектакля.
Главнейшая идея английской государственности этого времени — величавая постепенность развития Британии: от королевы Елизаветы до королевы Виктории. Викторианская культура хотела сохранить святую старину и воспринимать её в новом блеске. Когда Ирвинг ставил «Макбета» (1888), для него было важно показать, что кровавые события происходят в Шотландии. Он старался восстановить на сцене «суровый варварский дух северного королевства». А когда действие переносилось в Англию, перед взором публики вместо дикой страны, залитой кровью, представлялся мирный английский пейзаж, — солнечный, с зелёным простором, картиной довольства и покоя. Респектабельная публика умилялась видами «доброй старой Англии». Именно этого и добивался Ирвинг. В английском театре XIX века оформляется «шекспировская эмблематика» — пьесы Шекспира воспринимаются как череда великолепных, живописно зафиксированных эпизодов: Гамлет у ног Офелии, Офелия над ручьём, Макбет, видящий в воздухе кинжалы, Лир с телом Корделии и многие другие. Шекспировский спектакль этого времени — это ожившая живопись. Именно так играли Шекспира в «Лицеуме». Публику поражало обилие красок, движений и звуков и даже запахов. В спектакле театра «Лицеум» в сцене венчания Клаудио («Много шума из ничего») в мессинском соборе, воспроизведённом на сцене с необыкновенной роскошью, при звуках органа по зрительному залу распространялся аромат ладана. Но при этом с текстом пьес Шекспира обращались без малейшего почтения. В театрах иногда вымарывали до половины текста Шекспира. Цель была одна — если играть Шекспира полностью и если к каждой смене картин менять роскошные декорации (на что уходило до 40 минут), то спектакль длился бы по 4—5 часов. Ибо роскошь — одно из главнейших качеств шекспировской постановки в английском театре XIX века. А красота в представлении человека того времени была непосредственно связана с почти вызывающим изобилием, богатством, выставленными напоказ.

### Последнее столетие
В начале XX века здание вновь было повреждено пожаром. Генри Ирвинг умер в 1905 году, театр перешёл к новому владельцу. С уходом Ирвинга театр утратил ведущее значение в театральной жизни Лондона. В 1907 году была произведена реконструкция, сохранившая от прежнего здания только фасад и портик. В течение нескольких лет «Лицеум» функционировал как варьете и мюзик-холл. В период между Первой и Второй мировыми войнами в течение десяти месяцев в году театр представлял драматические спектакли, а на Рождество показывалась пантомима. «Лицеум» был последним лондонским театром, продолжавшим демонстрировать пантомиму с арлекинадой, устраивавшим бесплатные развлечения в жанре фарса с приёмами клоунады, жонглирования и акробатики. Эта традиция закончилась с очередным закрытием театра в 1939 году.
Последние спектакли на сцене «Лицеума» были осуществлены в 1939 году театральной компанией Х. М. Теннента — зрители увидели знаменитый спектакль «Гамлет» в заглавной роли с Джоном Гилгудом. Гилгуд сыграл Гамлета, когда ему было 25 лет (в 1930 году) — случай редкий на профессиональной английской сцене (Ирвинг играл эту роль в 38 лет). Гамлет для Гилгуда — это речь о том «потерянном поколении», чья юность была предана, а надежды растоптаны. Это был Гамлет отчаянный, подавленный, разочарованный, восставший против зла, но не одолевший его и принимающий свою судьбу такой, какая она есть. Гилгуд играл болезненного и нервного интеллигента. Зрители запоминали одинокую фигуру со свечой в руке, устало бредущую в темноте сцены. Четыре года спустя Гилгуд показал второго Гамлета — эта постановка 1934 года выдержала 155 представлений (спектакль «Гамлет» с Ирвингом в 1874 году прошёл 200 раз). На английскую сцену вновь вернулся «большой стиль» спектакля.
С 1951 года здание «Лицеума» использовалось как огромный танцевальный зал.
В 1958 году состоялся 8-й ежегодный конкурс красоты.
В 60—70-е годы XX века театр превращался в концертный зал для множества знаменитых поп- и рок-групп. Здесь выступали The Grateful Dead, The Groundhogs, The Clash, Игги Поп, Боб Марли и The Wailers, Led Zeppelin, Queen, The Police, The Who, Emerson, Lake & Palmer, U2, The Smiths и Culture Club.
К 1996 году в театр было инвестировано более 14 млн фунтов стерлингов, он снова был перестроен и возобновил свою работу в качестве площадки для крупномасштабных мюзиклов и опер. Здание открывал Его Королевское Высочество принц Чарльз 31 октября 1996 года, новейшая история театра началась с представления рок-оперы «Иисус Христос — суперзвезда». С 1999 года театр представляет мюзикл «Король-лев».
Театр «Лицеум» является одним из сорока театров, показанных в документальном сериале 2012 года «Великие театры Вест-Энда» («Great West End Theatres»).